# Tilla Durieux
Tilla Durieux (Beč, 18. kolovoza 1880. – Berlin, 21. veljače 1971.), austrijska dramska glumica
Pravo ime - Ottilie Godfroy.
Bila je članica Reinhardtova Deutsches Theater u Berlinu i jedna od najslavnijih njemačkih glumica s početka 20. stoljeća. Dolaskom Hitlera na vlast emigrirala je u Švicarsku, potom stigla u Opatiju, a od 1938. do 1955. živi i djeluje u Zagrebu. Surađivala je s družinom mladih, radila lutke za Zagrebačko kazalište lutaka i dr. Vrijeme provedeno u Zagrebu obradila je u drami "Zagreb 1945", a igrala je i u filmu "Posljednji most", što ga je H. Käutner snimio u Hrvatskoj. Vrativši se 1955. godine u Njemačku, ostavila je Zagrebu vrijednu zbirku grafičkih mapa i slika.